# Nádorová kmenová buňka
Nádorová kmenová buňka (CSC z angl. cancer stem cell) je typ nádorové buňky s některými vlastnostmi buňky kmenové – je schopná proliferovat a měnit se na jakýkoliv typ nádorové buňky v daném nádoru. Nádorové kmenové buňky byly nalezeny u mnoha druhů rakoviny a předpokládá se, že se vyskytují u všech. Jsou to často právě nádorové kmenové buňky, které odolávají chemoterapii. První spolehlivý důkaz o existenci těchto buněk přinesla studie v Nature Medicine v roce 1997.

## Charakteristika
Nádorové kmenové buňky tvoří malé procento všech buněk v nádoru. Od ostatních nádorových buněk se liší přítomností speciálních povrchových markerů na svých plazmatických membránách. Například nádorové kmenové buňky akutní myeloidní leukemie mají marker CD34 a nemají CD38; kmenové buňky nádorů mozku, jater či plic mají často marker CD133. Od normálních kmenových buněk se liší nekontrolovaným růstem a množením (např. nejsou schopné kontaktní inhibice růstu). Navíc mají velice nestabilní genom bohatý na chromozomové přestavby a chromozomové ztráty a také mají stabilní délku telomer. Pokud jsou s.c. (podkožně) injikovány do myší, dokáží na místě vytvořit nový nádor.

## Klinický význam

Obrázek 1: Klasická léčba (dole) versus léčba zacílená na nádorové kmenové buňky (nahoře)

Pokud část nádorových kmenových buněk odolá chemoterapii, snadno dochází k relapsu (návratu) rakovinného bujení. Přitom právě nádorové kmenové buňky obvykle odolávají velice dobře, protože neproliferují a slouží tudíž jako „pojistka“ pro nádor.
Součástí nových strategií léčby rakoviny je proto zacílení boje na nádorové kmenové buňky. Příkladem takové léčby je vlastně i transplantace kostní dřeně při onemocnění leukemií, protože kostní dřeň je právě místem, kde sídlí nádorové kmenové buňky zodpovědné za nekontrolované množení bílých krvinek v průběhu leukemie. V budoucnu by se měla léčba zaměřit na to, aby nádorové kmenové buňky zanikly tím, že by diferencovaly na normální nádorové buňky.(Obr. 1)

## Modely propagace nádoru
Nádorové buňky uvnitř různých typů nádorů se vyznačují funkční heterogenitou, jako je různá proliferační a diferenciační schopnost. Objevení této funkční heterogenity buněk v nádorech vedlo k vzniku dvou modelů propagace nádorů.
První model, označovaný jako model nádorových kmenových buněk nebo hierarchický model, popisuje skupinu nádorových buněk, které mají funkční vlastnosti charakteristické pro kmenové buňky, tj. schopnost sebeobnovy a diferenciace do různých typů nádorový buněk. Tyto buňky byly pojmenovány jako nádorové kmenové buňky. Model nádorové kmenové buňky předpokládá, že buňky nádoru mají hierarchické uspořádání, na jehož vrcholu leží CSC. (Obr. 3)

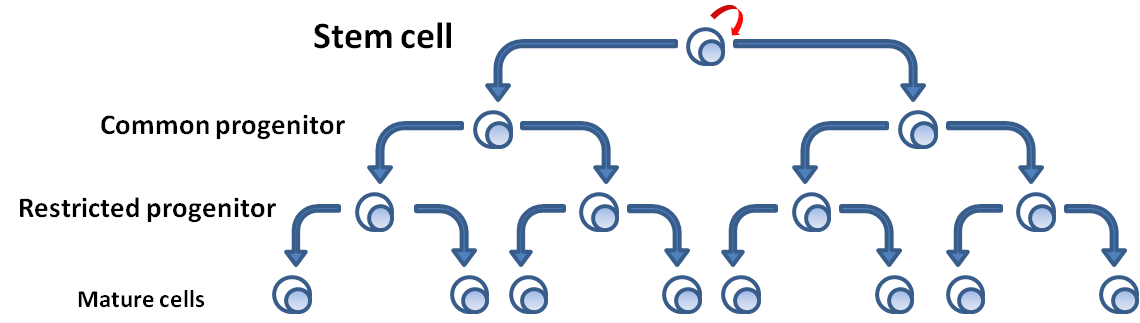
Obrázek 2: Normální buněčná hierarchie s kmenovou buňkou na vrcholu, která dává vznik progenitorovým buňkám, které se dále diferencují do maturovaných buněčných typů tvořících příslušnou tkáň.

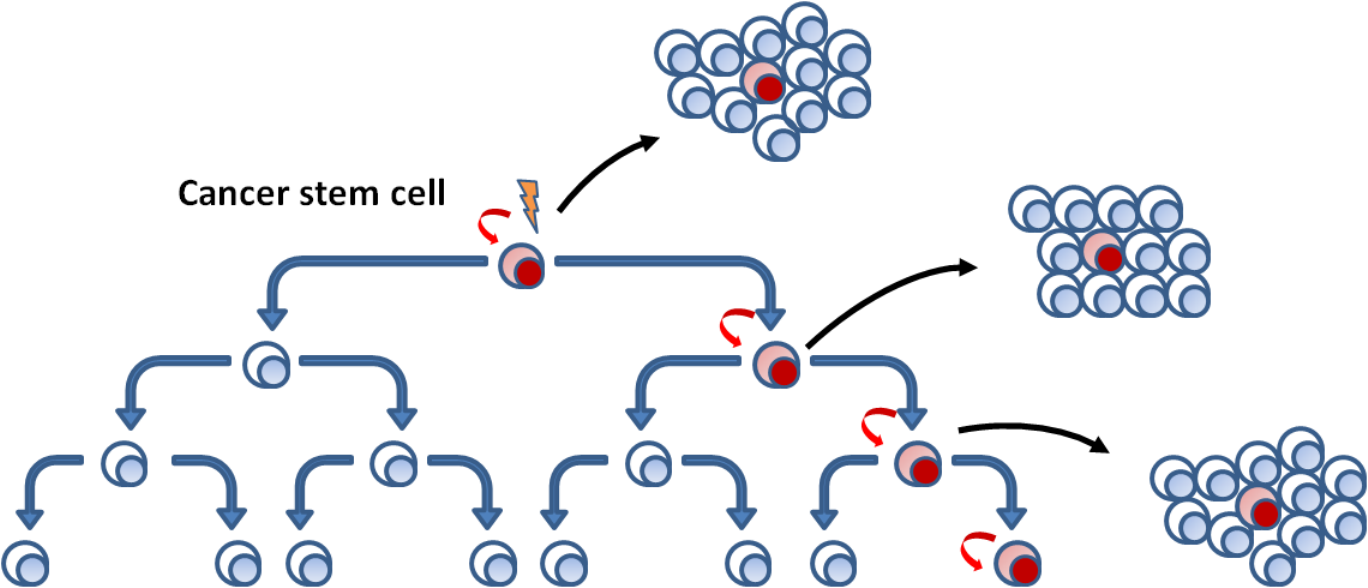
Obrázek 3: V modelu označovaném jako model nádorové kmenové buňky (cancer stem cells), pouze CSC mají schopnost generovat ostatní buňky nádoru, v důsledku jejich schopnost sebeobnovy a diferenciace.

Druhý model popisující propagaci nádorů je označován jako model klonální evoluce. Základem modelu je, že mutované nádorové buňky s výhodou růstu jsou selektovány a následně pomnoženy. Buňky v této selektované populaci mají stejný potenciál pro zahájení růstu nebo regeneraci nádoru. (Obr. 4).

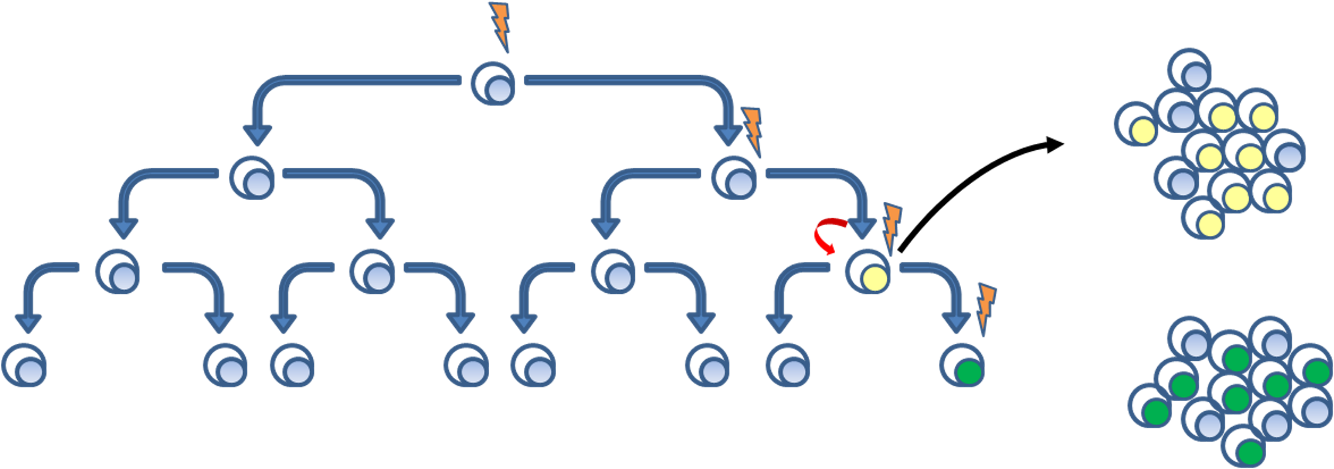
Obrázek 4: V modelu klonální selekce, mají všechny nediferencované buňky nádoru schopnost iniciovat vznik nového nádoru.

Oba modely se vzájemně nevylučuji, a právě naopak se předpokládá, že tyto modely jsou vzájemně spjaty. Vzájemná prolínavost modelů může vést k druhé populaci CSC, které mutace poskytla agresivnější vlastnosti. (Obr. 5)

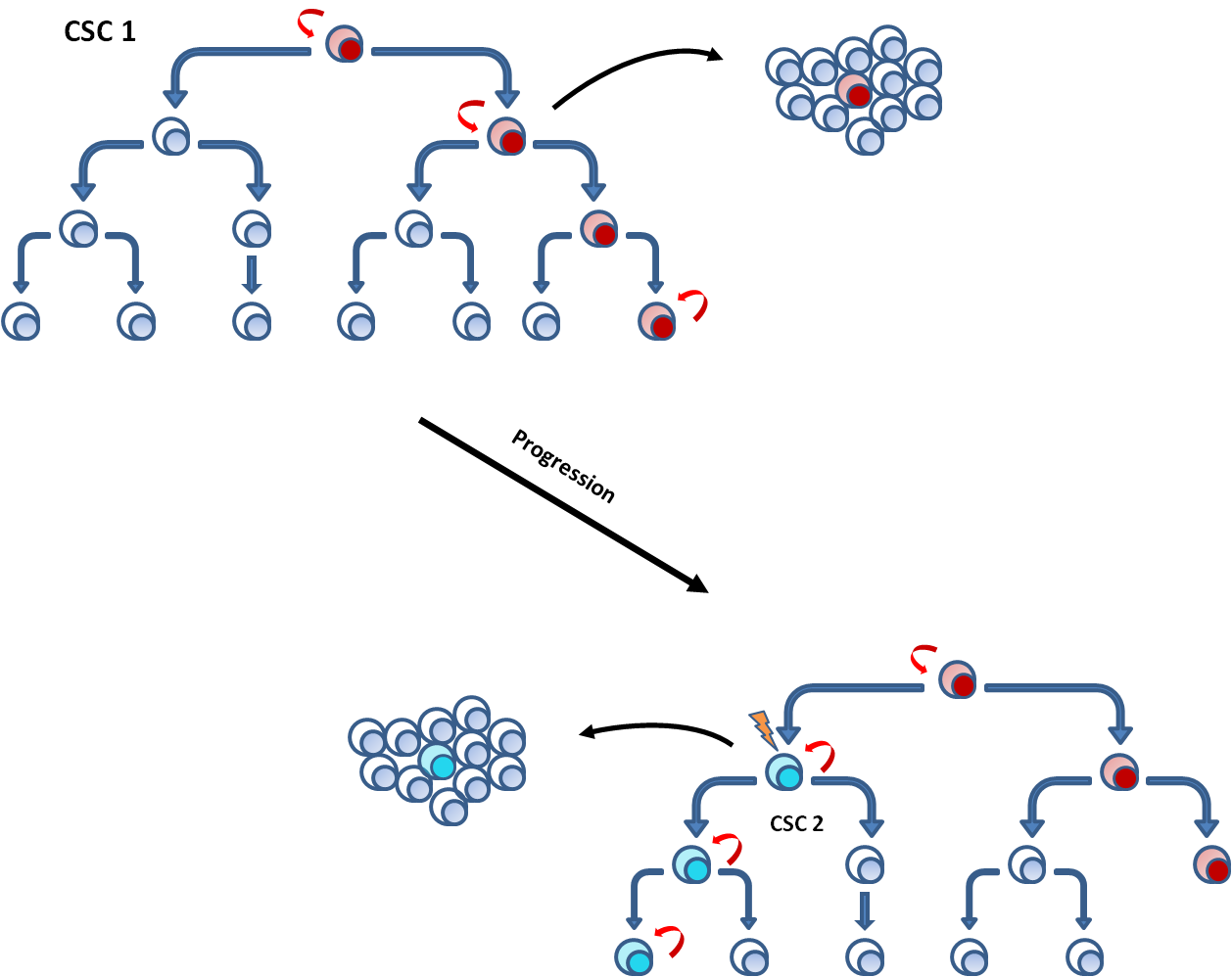
Obrázek 5: Oba modely hrají důležitou roli v propagaci nádorů. Je pravděpodobné, že modely se navzájem nevylučují, dokonce mohou úzce souviset a navazovat na sebe.

## Původ CSC
V roce 1997 Bonnet a Dick izolovali subpopulaci leukemických buněk, které exprimovaly specifický povrchový marker CD34 a zároveň na svém povrchu postrádaly marker CD38. Tato CD34+CD38− subpopulace buněk byla schopna iniciovat růst nádorů v NOD/SCID (non-obese diabetic mice with severe combined immunodeficiency disease) myších a byla pojmenována jako tumor iniciační buňky (tumor initiation cells) a později označována jako CSC (cancer stem cells). Podle modelu CSC, pouze malá frakce injikovaných buněk, nádorové kmenové buňky, má potenciál iniciovat nádor. Frekvence těchto buněk v akutní myeloidní leukemii představuje méně než 1 buňku na 10 000 nádorových buněk.
Bylo postulováno několik teorií o původu nádorových kmenových buněk, například mutanti embryonálních kmenových nebo progenitorových buněk, mutanti dospělých kmenových nebo progenitorových buněk, nebo také mutantní buňky, které získaly vlastnosti kmenových buněk.
Jedna z teorií předpokládá, že za vznik a vývoj CSC jsou zodpovědné mutace během vývoje buněk tvořících niku kmenových buněk. Následně dochází k vývoji mutovaných kmenových buněk v nice a jejich diferenciace vede k rozšíření mutace do diferencovaných stadií buněk. V důsledku získané mutace jsou dceřiné buňky náchylnější k získání nových mutací a k rozvoji nádorového bujení.
Další teorie popisující vznik a původ CSC zahrnuje dospělé kmenové buňky. Tato teorie je úzce spjata s tkáněmi s rychlou obměnou buněk, jako je kůže nebo gastrointestinální trakt (GIT). U těchto tkání se předpokládá, že tkáňově specifické kmenové buňky jsou zodpovědné za rozvoj nádorového bujení jako důsledek častého buněčného dělení v souvislosti s dlouhým životem kmenové buňky. Tato kombinace představuje vysoké riziko akumulace mutací, což je hlavní příčinou iniciace nádoru.
Další možností vzniku CSC je schopnost mutovaných buněk de-diferenciace, která vede k získání vlastností kmenových buněk, jako je schopnost sebeobnovy a diferenciace v různé typy buněk.
Dalším konceptem příbuzným k těmto teoriím je předpoklad hierarchického uspořádání nádorů. Tento koncept vychází z předpokladu, že nádor je tvořen heterogenní populací buněk, které mají společné mutace, ale specificky se liší ve fenotypu. V tomto modelu je nádor tvořen několika typy CSC, které procházejí následnou selekcí mikroprostředí. výsledná sekundární selektovaná linie je tak adaptována na přítomné mikroprostředí.

### Izolace CSC
Nádorové kmenové buňky byly identifikovány v mnoha nádorech. Pro jejich identifikace se používají stejné experimentální přístupy jako pro normální kmenové buňky. Mezi tyto experimentální metody patří průtoková cytometrie pomocí protilátek směrovaných na markery nacházející se na buněčném povrchu, SP analýza (side population) nebo Aldefluor assay. Populace obsahující lidské CSC purifikované těmito přístupy jsou následně implantovány v různých dávkách do imunodeficientních myší, kde se zjišťuje jejich schopnost iniciovat růst nádoru. Tato metoda in vivo je označována jako test limitního ředění (limiting dilution assay). Nádorová subpopulace schopná iniciovat růst nádoru v nízkém počtu je dále testována pro schopnost sebeobnovy.
Nádorové kmenové buňky lze také identifikovat pomocí efektu MDR (multidrug resistence), za který jsou zodpovědné transportéry ABC (ATP-binding cassette), které umožní CSC transportovat z buňky do extracelulárního mikroprostředí barvivo Hoechst33242 vázající DNA a tím je odlišit od ostatních nádorových buněk.
Další možný přístup při identifikaci subpopulace bohaté na CSC v in vitro systému představuje sphere-forming assay. Tato metoda je založena na schopnosti hematopoetických kmenových buněk a kmenových buněk tkání vytvářet za specifických podmínek sféroidy. Jedná se shluk buněk, uvnitř kterého dochází k diferenciaci buněk. Mnoho CSC izolovaných např. z mozku či z nádoru prostaty mělo schopnost vytvářet struktury podobné sféroidům.

## Heterogenita (znaky CSC)
Mnohé studie demonstrovaly přítomnost nádorových kmenových buněk v mnoha solidních nádorech. Pro izolaci CSC ze solidních nádorů se nejčastěji používají specifické povrchové markery, ze kterých jsou některé charakteristické pro hematologické kmenové buňky nebo kmenové buňky tkání. Nicméně specifická skupina povrchových markerů se ukázala užitečná při identifikaci subpopulace bohaté na CSC. Jde zejména o molekuly CD133 (označován také jako PROM1), CD44, CD24, EpCAM (epithelial cell adhesion molecule, také znám jako ESA, epithelial specific marker), THY1, ATP-binding cassette B5 (ABCB5).
- CD133 (prominin 1): glykoprotein obsahující 5 transmembránových domén, který je exprimován na CD34+ kmenových a progenitorových buňkách. Byl detekován pomocí glykosylovaného epitopu označovaného jako AC 133.
- EpCAM (epithelial cell adhesion molecule, ESA, TROP 1): adhezívní molekula exprimovaná na bazolaterálnim povrchu většiny epitelových buněk.
- CD90 (THY1): jedná se o glykoprotein ukotvený GPI kotvou v plazmatické membráně, který se podílí na signální transdukci. Je pravděpodobné, že se také podílí na adhesi thymocytů a stromatu thymu.
- CD44 (PGP1): adhezívní molekula, která hraje důležitou roli v mnoha procesech, jako migrace a signální transdukce. Bylo popsáno mnoho isoforem, jako je CD44H, která má vysokou afinitu k hyaluronátu, nebo CD44V, která se podílí na metastazování.
- CD24 (HSA): GPI kotvou vázána adhezívní molekula, která má důležitou roli v kostimulaci B a T lymfocytů. Hlavním ligandem této molekuly je P-selektin.
- ALDH1: aldehyd dehydrogenáza, která katalyzuje oxidaci aldehydů na karboxylové kyseliny. Například má také důležitou roli v procesu přeměny retinolu na kyselinu retinovou, který představuje důležitý fyziologický proces pro přežívání.[16]

Karcinom prsu představuje první solidní nádor, z kterého byly izolovány nádorové kmenové buňky. CSC izolovány z karcinomu prsu byly identifikovány jako CD44+CD24−/low, SP, ALDH+. Nedávné studie ukázaly, že populace CSC nádoru prsu představují fenotypově heterogenní populaci buněk. Navíc bylo dokázáno, že CSC jsou heterogenní nejenom v expresi povrchových markérů, ale také že existuje celá řada subpopulací. Nicméně, CSC z karcinomu prsu jsou nejčastěji identifikovány jako CD44+CD49fhiCD133hi.
Kmenové nádorové buňky byly také identifikovány u nádoru mozku. Pro jejich identifikaci se používají markery CD133, SSEA-1 (stage/specific embryonic antigen-1), EGFR a CD44. Nicméně používání markeru CD133 pro identifikaci CSC je zatím velmi diskutabilní, protože obě populace CD133+ a CD133− jsou u některých gliomů tumorigenní a také populace CD133+ nemá schopnost iniciovat růst nádoru u všech nádorů mozku.
Nádorové kmenové buňky byly také identifikovány v nádorech tlustého střeva. Povrchové markery pro jejich identifikaci jsou CD133, CD44 a ABCB5. Podobně jako v případě nádorů mozku, i u nádorů tlustého střeva, vedlo používání markeru CD133 pro pozitivní selekci k matoucím výsledkům. Nicméně, některé studie demonstrovaly, že AC133 epitop, ale nikoliv CD133 protein, je specificky exprimován na povrchu CSC a jeho exprese se ztrácí během diferenciace.
CSC byly izolovány také z mnoha jiných nádorů, jako nádoru prostaty, plic, jater, pankreatu či ledvin. U nádoru prostaty byly CSC identifikovány v CD44+ subpopulaci jako CD44+α2β1+, TRA-1-60+CD151+CD166+ nebo ALDH+ populace. Naopak například u nádoru plic byly pro identifikaci CSC použity markery, jako je CD133+, ALDH+CD44+ a onkofetální protein 5T4+.

## Metastatické nádorové kmenové buňky
Metastazování nádoru představuje hlavní příčinu úmrtí u pacientů. Ne každá nádorová buňka má však schopnost metastazovat do vzdálených tkání. Tento potenciál závisí na mnoha faktorech, které ovlivňují základní procesy, jako je růst, angiogenese nebo invase nádorových buněk. U mnoha epiteliálních nádorů se epithelial-mesenchymal transition (EMT) předpokládá za hlavní proces při metastazování nádoru. EMT a jemu opačný proces MET (mesenchymal-epithelial transition) se během embryonálního vývoje podílejí na migraci buněk. Je pravděpodobné, že proces EMT je kontrolován WNT a TGF-β (transforming growth factor) signálními drahami. Proces EMT je charakterizován ztrátou membránového E-cadherinu na membránových spojích. Důležitou roli v tomto procesu hraje β-catenin. Právě translokace β-cateninu z oblasti membránových spojů do jádra může vést k ztrátě E-cadherinu a následně k procesu EMT. Mnohé studie demonstrovaly, že β-catenin translokovaný do jádra může přímo ovlivňovat transkripční aktivitu EMT asociovaných genů, jako je represor genu pro E-cadherin SLUG (také označován jako SNA12).
Nedávné studie podporují teorii, že nádorové buňky, u kterých proběhl proces EMT, mohou být prekurzory pro metastazující buňky, nebo dokonce metastazující CSC. Na periferním okraji nádoru pankreatu byla identifikována populace buněk CD133+CXCR4+ (receptor pro chemokine CXCL12 známy také jako SDF1 ligand). Tato subpopulace vykazovala silnou migrační aktivitu na rozdíl od populace buněk CD133+CXCR4−, i když obě populace měly schopnost iniciovat rozvoj a metastazování nádorů. Inhibice receptoru CXCR4 navíc vedla k redukci metastického potenciálu.

Na druhou stranu, buňky CD44+CD24−/low byly identifikovány v pleurálním výpotku u nádoru prsu. Navíc CD24+ populace buněk byla také identifikována ve vzdálených metastázách u pacientů s nádorem prsu. Ačkoliv existuje velmi málo dat popisujících mechanismus metastazování nádorů prsu, je pravděpodobné, že CD44+CD24−/low populace buněk iniciuje metastázy a následně na novém místě dochází ke změně fenotypu a diferenciaci. Na základě těchto výsledků byla postulována nová dynamická teorie dvoufázového expresního vzorce chování CSC. Principem tohoto konceptu je existence dvou forem nádorové kmenové buňky, stacionární kmenová buňka (SCS) a migrační nádorová kmenová buňka (MCS). SCS je zakotvena ve tkáni ve které perzistuje. Na druhé straně MSC nacházející se na rozhraní nádoru (tumor-host interface) představují hlavní příčinu metastazování nádorů. Navíc dokázáno, že MSC jsou derivované z SCS transientní aktivaci procesu EMT  (Obr. 6).

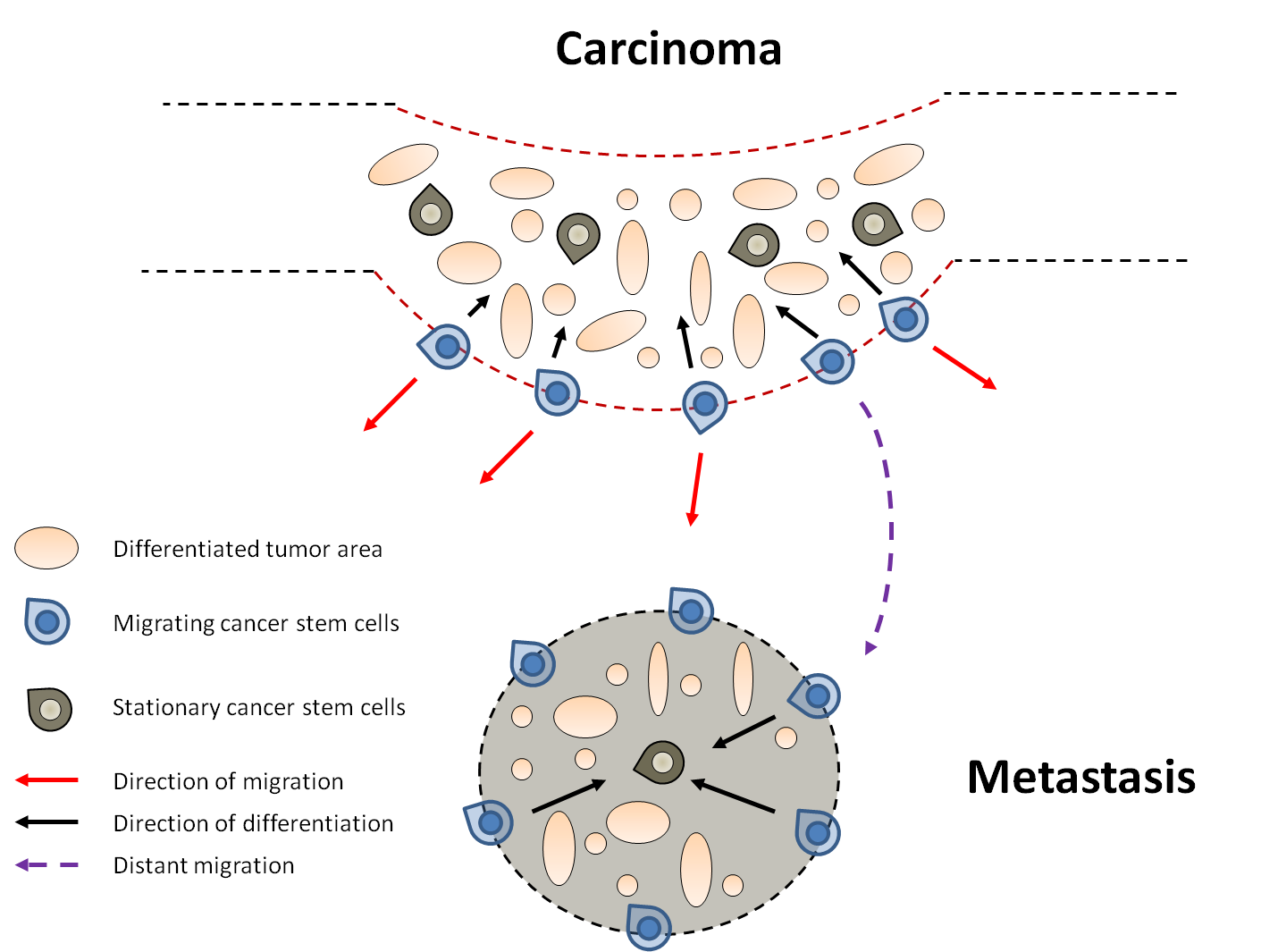
Obrázek 6: Koncept migrujících kmenových buněk (MSC). Stacionární kmenové buňky se během vývoje nádoru nacházejí uvnitř centrální diferencované části nádoru. Kritickým bodem k vzniku metastáz je indukce EMT (epithelial mesenchymal transition) v stacionárních kmenových buňkách. Tímto procesem dochází ke změně stacionárních kmenových buněk na mobilní kmenové buňky (MSC). MSC se dělí asymetricky. Jedna dceřiná buňka migruje do krátké vzdálenosti kde následně proliferuje a diferencuje, zatímco druhá dceřiná buňka diferencuje a proliferuje v původním místě vzniku.

## Využití v nádorové terapii
Důkaz existence nádorových kmenových buněk vedl k novému nahlížení na léčbu a identifikaci nádorů, ale také ke vzniku nových přístupů při vývoji cytostatických léčiv.
Normální kmenové buňky jsou přirozeně rezistentní na chemoterapeutická léčiva, jako důsledek exprese ABC transportérů, které jsou hlavní příčinou MDR (multidrug resistance) efektu. CSC, které vznikly z normálních kmenových buněk mutací, mohou také exprimovat na svém buněčném povrchu ABC pumpy a tím zvýšit rezistenci na chemoterapeutika, což vede k přežívání CSC a k relapsům nádorového onemocnění.
V roce 2009 bylo identifikováno nové léčivo, Salinomycin, které selektivně redukuje počet CSC u nádorů prsu až 100 krát oproti klasickým cytostatickým léčivům, jako je paclitaxel, doxorubicin nebo docetaxel.